# Exocentrus nitens
Exocentrus nitens es una especie de escarabajo longicornio perteneciente al género Exocentrus, categorizada en la tribu Exocentrini, de la subfamilia Lamiinae.
Mide 2-3 mm de longitud. El período de vuelo para ejemplares adultos se presenta durante los meses de febrero, marzo, abril, mayo, agosto, septiembre y octubre.

## Taxonomía
Se atribuye su descripción al entomólogo de origen alemán Heinrich Ernst Karl Jordan, quien la citó por primera vez en 1903. La especie aparece registrada en la sección African Cerambycidae de Novitates Zoologicae, 10 (2): 131–191, publicada por Jordan Heinrich Ernst Karl en 1903.

## Distribución
Se distribuye por el continente africano, en Camerún, Nigeria, República Centroafricana y Togo.